# Homer (marca)
Homer é uma marca independente americana de joias e acessórios de luxo, fundada em 2018 e lançada comercialmente em Nova Iorque em agosto de 2021 por Frank Ocean.
O nome Homer faz referência ao autor grego antigo da Ilíada e da Odisseia.

## Produtos
A coleção de lançamento apresenta joias de alta qualidade, utilizando diamantes cultivados em laboratório nos Estados Unidos e confeccionados artesanalmente na Itália, além de lenços de seda e outros acessórios.
As joias são produzidas com uma combinação de prata esterlina reciclada, ouro 18 quilates e diamantes, muitas vezes incorporando esmalte colorido pintado à mão. Os designs de Ocean são inspirados nos conceitos de "... herança como fantasia ..." e "... obsessões da infância ...".
O catálogo da marca apresenta fotografias de Frank Ocean e Tyrone Lebon.

## Loja
A Homer possui uma loja principal localizada no histórico Jewelers' Exchange, na Bowery, em Nova Iorque. O espaço foi projetado pelo próprio Ocean em parceria com o escritório de arquitetura nova-iorquino ANY.

## Colaborações
Em 2021, a Homer colaborou com a marca italiana de luxo Prada em uma coleção limitada de roupas e acessórios personalizados, incluindo um anoraque, uma bolsa de cinto e uma mochila, todos apresentando o esquema de cores característico da marca.